# Aculeats
|  | Aquest article tracta sobre artròpodes. Vegeu-ne altres significats a «aculi». |

Els aculeats (Aculeata) són un llinatge monofilètic d'himenòpters apòcrits. El nom fa referència a la característica definidora del grup que és la modificació de l'ovipositor en un fibló. En altres paraules, l'estructura que originalment era emprada per a pondre ous els serveix per subministrar un verí. No tots els membres del grup poden picar; de fet, n'hi ha molts que no poden per què l'han fet evolucionar, per exemple, per pondre els ous en esquerdes, o perquè s'ha perdut del tot.
Aquest grup inclou les abelles i les formigues i tots els himenòpters eusocials; de fet es creu que la possessió del fibló verinós va ser una de les característiques principals que varen promoure l'evolució del comportament social, per la manera en què promou un nivell de defensa antidepredador que permet protegir les colònies d'una manera rarament aconseguida per altres insectes.

## Taxonomia
Segons Sharkey, els aculeats contenen les següents superfamílies i famílies:
- Superfamília Chrysidoidea

Família Bethylidae
Família Chrysididae
Família Dryinidae
Família Embolemidae
Família Plumariidae
Família Sclerogibbidae
Família Scolebythidae
- Superfamília Apoidea

Família Ampulicidae
Família Andrenidae
Família Apidae
Família Colletidae
Família Crabronidae
Família Halictidae
Família Heterogynaidae
Família Megachilidae
Família Melittidae
Família Sphecidae
Família Stenotritidae
- Superfamília Vespoidea

Família Bradynobaenidae
Família Formicidae
Família Mutillidae
Família Pompilidae
Família Rhopalosomatidae
Família Sapygidae
Família Scoliidae
Família Sierolomorphidae
Família Tiphiidae
Família Vespidae